# Banxi, Guizhou
Banxi (kinesiska: 板溪, 板溪镇) är en köping i Kina. Den ligger i provinsen Guizhou, i den sydvästra delen av landet, omkring 240 kilometer nordost om provinshuvudstaden Guiyang. Antalet invånare är 19 725. Befolkningen består av 9 953 kvinnor och 9 772 män. Barn under 15 år utgör 33 %, vuxna 15-64 år 53 %, och äldre över 65 år 12,0 %.